# Sant’Eusanio del Sangro

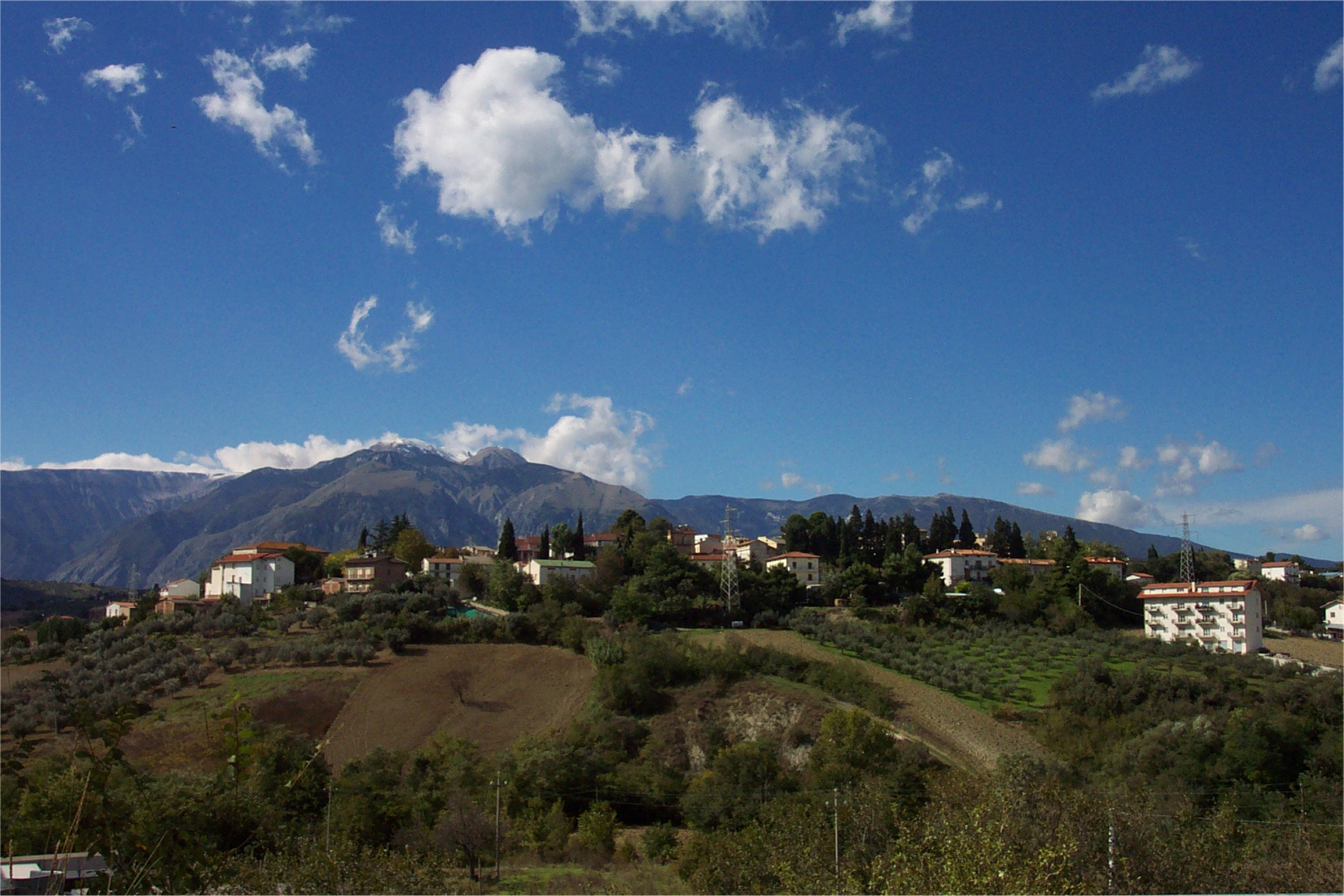
Sant’Eusanio del Sangro

Sant’Eusanio del Sangro ist eine italienische Gemeinde (comune) mit 2253 Einwohnern (Stand 31. Dezember 2023) in der Provinz Chieti in den Abruzzen. Die Gemeinde liegt etwa 24 Kilometer südöstlich von Chieti.

## Weinbau
In der Gemeinde werden Reben der Sorte Montepulciano für den DOC-Wein Montepulciano d’Abruzzo angebaut.